# Lac des Quinze
Lac des Quinze är en sjö i Kanada.   Den ligger i regionen Abitibi-Témiscamingue och provinsen Québec, i den sydöstra delen av landet, 300 km nordväst om huvudstaden Ottawa. Lac des Quinze ligger 260 meter över havet.
Trakten runt Lac des Quinze är nära nog obefolkad, med mindre än två invånare per kvadratkilometer.